# Општина Билед (Тимиш)
Билед (рум. Biled) општина је у Румунији у округу Тимиш.
Oпштина се налази на надморској висини од 90 m.